# شاپوری
شاپوری (به پرتغالی: Xapuri) یکی از شهرستان‌های برزیل است که در اکری واقع شده‌است.

## خصوصیات
شاپوری ۵٬۲۵۱ کیلومترمربع مساحت و ۱۴٬۳۱۴ نفر جمعیت دارد.